# Tomás Lavanini
Tomás Lavanini (Grand Bourg, Malvinas Argentinas, Buenos Aires; 22 de enero de 1993) es un jugador argentino de rugby que se desempeña como segunda línea para la selección de rugby de Argentina y actualmente se encuentra sin club.

## Trayectoria
Surgido de la cantera de Hindú Club, gracias a sus actuaciones en los seleccionados argentinos fue observado por reclutadores europeos, que en 2014 le ofrecieron un contrato para jugar con el Racing Métro 92. 
Posteriormente retornaría a su país para integrar el plantel de los Jaguares, el equipo que la Argentina promovió para competir en el Super Rugby. Lavanini hizo su aporte para conducir al equipo hacia la final de la edición 2019, la cual terminó con una derrota ante los Crusaders de Nueva Zelanda.
En 2019 dejó su país para retornar a Europa, esta vez como ficha del Leicester Tigers. El argentino permaneció dos temporadas en la Aviva Premiership. Luego de ello retornó al Top 14 de Francia pero esta vez como jugador del ASM Clermont Auvergne.
En Clermont estuvo 3 temporadas antes de llegar al Lyon Olympique, equipo también del Top 14, donde solo estuvo una temporada.

## Selección nacional
Lavanini representó a Argentina M20 en el Campeonato Mundial de Rugby Juvenil de 2013. Al igual que la mayoría de los jugadores más jóvenes de la selección argentina de rugby, hizo sus primeros pasos con Los Pumas en el PlaDAR, impulsado por la Unión Argentina de Rugby.
Debutó contra Uruguay en Montevideo el 27 de abril de 2013 y posteriormente fue llamado al equipo para el Rugby Championship 2013 como reemplazo del lesionado Manuel Carizza. En ese torneo debutó como sustituto, en el minuto 74, en la derrota de su equipo 17-22 frente a Sudáfrica el 24 de agosto.
Seleccionado por su país para la Copa Mundial de Rugby de 2015, en el partido contra Georgia, que terminó con victoria argentina 54-9, anotó un try.

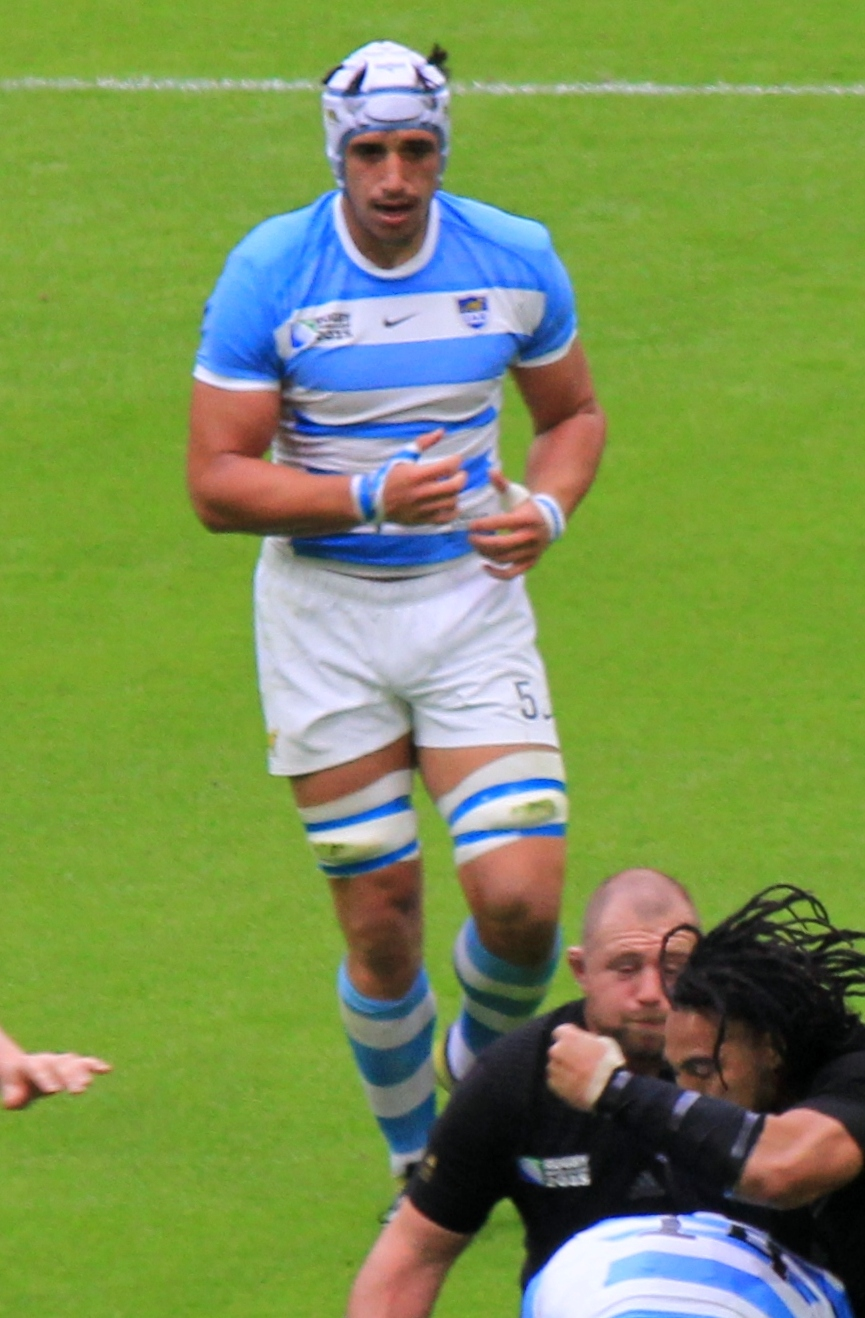
Tomás Lavanini en la Copa Mundial de 2015